# Kolding Kommune
 Der er for få eller ingen kildehenvisninger i denne artikel, hvilket er et problem. Du kan hjælpe ved at angive troværdige kilder til de påstande, som fremføres i artiklen.

|  | For Kolding Kommune før kommunalreformen i 2007, se Kolding Kommune (1970-2006). |
Kolding Kommune er en kommune i Region Syddanmark efter Kommunalreformen i 2007.
Kolding Kommune opstår ved sammenlægning af flg.:
- Kolding Kommune (1970-2006)
- Lunderskov Kommune
- Vamdrup Kommune
- Vester Nebel Sogn (Egtved Kommune)
- Christiansfeld Kommune (undtagen Bjerning Sogn, Fjelstrup Sogn og Hjerndrup Sogn)

Forligspartierne krævede folkeafstemninger i både Vester Nebel Sogn og Øster Starup Sogn i Egtved Kommune; den 19. april 2005 stemte et flertal på 67% i Vester Nebel sig så til Kolding, hvorimod Øster Starup med et flertal på 61% valgte at gå til Vejle med resten af Egtved Kommune. Derudover krævede forligspartierne oprindeligt, at der skulle holdes folkeafstemning i Bjerring Sogn, Fjelstrup Sogn og Hjerndrup Sogn (alle i Christiansfeld Kommune), men flere sogne ønskede at komme med, så opmanden blev sendt dertil. Den 4. maj 2005 anbefalede han, at hele Christiansfeld Kommune får mulighed for at vælge mellem den nyoprettede Kolding Kommune og den nyoprettede Haderslev Kommune. Det første valg til kommunalbestyrelse i den nyoprettede kommune fandt sted ved det ordinære kommunalvalg i hele landet den 15. november 2005.
Knud Erik Langhoff fra de konservative er ny borgmester og tiltrådte 1. januar 2022.[kilde mangler]

## Byer
| Kommunens største byer |                  |                   |
| Nr                     | By               | Indbyggere (2024) |
| 1                      | Kolding          | 62.444            |
| 2                      | Vamdrup          | 4.896             |
| 3                      | Lunderskov       | 2.994             |
| 4                      | Christiansfeld   | 2.979             |
| 5                      | Sønder Bjert     | 2.292             |
| 6                      | Vester Nebel     | 2.006             |
| 7                      | Almind           | 1.745             |
| 8                      | Viuf             | 565               |
| 9                      | Sønder Stenderup | 535               |
| 10                     | Jordrup          | 526               |
| 11                     | Sjølund          | 503               |
| 12                     | Ødis             | 440               |
| 13                     | Skanderup        | 423               |
| 14                     | Hejls            | 420               |
| 15                     | Hjarup           | 408               |
| 16                     | Stepping         | 362               |
| 17                     | Taps             | 313               |

## Politik

### Valg og Mandatfordeling
| 12 | 2 | 4 | 2 | 3 | 8 |

| 25 | 6 |

| 6 |  | 3 | 5 | 5 | 11 |

| 22 | 9 |

| 6 |  |  |  | 3 | 12 |  |

| 16 | 9 |

| 5 |  | 2 | 3 | 13 |  |

| 15 | 10 |

| 5 | 2 | 3 | 4 | 2 | 9 |

| 18 | 7 |

### Nuværende byråd
| Navn                            | Parti                                    |
| ------------------------------- | ---------------------------------------- |
| Eva Kjer Hansen                 | Venstre - 9 mandater                     |
| Jakob Ville                     | Venstre - 9 mandater                     |
| Ole Alsted                      | Venstre - 9 mandater                     |
| Birgitte Kragh                  | Venstre - 9 mandater                     |
| Tobias Jørgensen                | Venstre - 9 mandater                     |
| Trille Nikolajsen               | Venstre - 9 mandater                     |
| Ole Martensen                   | Venstre - 9 mandater                     |
| Jan Schjerning                  | Venstre - 9 mandater                     |
| Mads Kloppenborg-Skrumsager     | Venstre - 9 mandater                     |
| Birgitte Munk Grunnet           | Socialdemokratiet- 5 mandater            |
| Hamlaoui Bahloul                | Socialdemokratiet- 5 mandater            |
| Filip Bekic Bladt               | Socialdemokratiet- 5 mandater            |
| Folmer Krogh                    | Socialdemokratiet- 5 mandater            |
| Poul Fremmelev                  | Socialdemokratiet- 5 mandater            |
| Villy Søvndal                   | Socialistisk Folkeparti - 4 mandater     |
| Jørn Chemnitz                   | Socialistisk Folkeparti - 4 mandater     |
| Hans Holmer                     | Socialistisk Folkeparti - 4 mandater     |
| Iben Lehmann Rasmussen          | Socialistisk Folkeparti - 4 mandater     |
| Knud Erik Langhoff (Borgmester) | Det Konservative Folkeparti - 3 mandater |
| Gitte Grønbæk                   | Det Konservative Folkeparti - 3 mandater |
| Freddy Christensen              | Det Konservative Folkeparti - 3 mandater |
| Søren Rasmussen                 | Dansk Folkeparti - 2 mandater            |
| Molle Lykke Nielsen             | Dansk Folkeparti - 2 mandater            |
| Merete Due Paarup               | Radikale Venstre - 2 mandater            |
| Jonathan Dyring Løvbom          | Radikale Venstre - 2 mandater            |

| Navn               | Skiftet fra                 | Skiftet til      | Dato               |
| ------------------ | --------------------------- | ---------------- | ------------------ |
| Freddy Christensen | Det Konservative Folkeparti | Venstre          | 17. september 2024 |
| Gitte Grønbæk      | Det Konservative Folkeparti | Liberal Alliance | 21. januar 2025    |

| Udtrådt         | Indtrådt                  | Parti                   | Dato             |
| --------------- | ------------------------- | ----------------------- | ---------------- |
| Eva Kjer Hansen | Yrsa Mastrup              | Venstre                 | 8. november 2022 |
| Ole Alsted      | Niels Henning Bladt       | Venstre                 | 17. juni 2023    |
| Villy Søvndal   | Susanne Stenstorp Thorsen | Socialistisk Folkeparti | 30. marts 2024   |

## Borgmestre
| Navn                      | Parti                                                 | Periode                            |
| ------------------------- | ----------------------------------------------------- | ---------------------------------- |
| Caspar P.C. Schiørring    | Kongevalgt, uden for parti.                           | 1877 - 1909                        |
| Viggo Baller              | Kongevalgt, uden for parti.                           | 1909 - 1914                        |
| Edvard Lau                | Kongevalgt, uden for parti. Sympatiserede med Venstre | 1914 - 1916                        |
| Oluf Bech                 | Kongevalgt indtil 1919. Det Konservative Folkeparti   | 1916 - 1923                        |
| Hans Soll                 | Socialdemokratiet                                     | 1923 - 1925                        |
| Therchild Fischer-Nielsen | Det Konservative Folkeparti                           | 1925 - 1930                        |
| Valdemar Juhl             | Det Konservative Folkeparti                           | 1930 - 1937                        |
| Knud Hansen               | Socialdemokratiet                                     | 1937 - 1943                        |
| Valdemar Juhl             | Det Konservative Folkeparti                           | 1943 - 1946                        |
| Søren M. Jensen           | Socialdemokratiet                                     | 1946 - 1950                        |
| Peter Beirholm            | Det Konservative Folkeparti                           | 1950 - 1962                        |
| Peter Ravn                | Socialdemokratiet                                     | 1962 - 1977                        |
| Bent Rasmussen            | Socialdemokratiet                                     | 1977 - 1985                        |
| Per Bødker Andersen       | Socialdemokratiet                                     | 1985 - 31. december 2009           |
| Jørn Pedersen             | Venstre                                               | 1. januar 2010 - 31. december 2021 |
| Knud Erik Langhoff        | Det Konservative Folkeparti                           | 1. januar 2022 -                   |